# Везикант

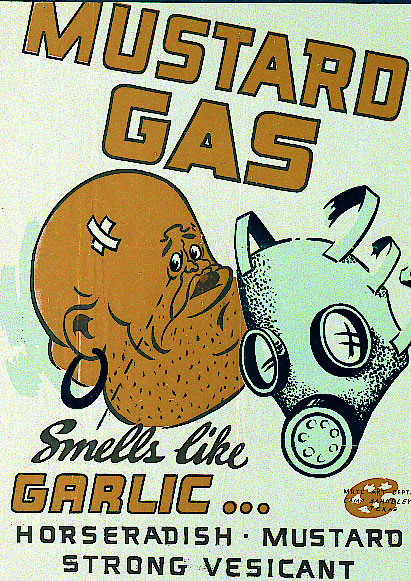
Плакат времён Второй мировой войны, обучающий вовремя распознавать присутствие газов-везикантов

Везиканты (от лат. visica — волдырь) — различные живые организмы (крапива, борщевик, морские звёзды, некоторые медузы), а также химические соединения, которые вызывают кожно-нарывное поражение, в частности, крапивницу (везикацию).
Так же везикантами в узком смысле слова называют отравляющие вещества, токсическое действие которых характеризуется развитием воспалительно-некротического процесса в месте контакта, а также резорбтивным действием, проявляющимся нарушениями функций жизненно важных органов и систем.